# Szlovák férfi jégkorong-válogatott
A szlovák férfi jégkorong-válogatott Szlovákia nemzeti csapata, amelyet a Szlovák Jégkorongszövetség (szlovákul: Slovenský zväz ľadového hokeja) irányít. Az IIHF-világranglista szerint jelenleg a világ 10. legjobb férfi jégkorong-válogatottja, továbbá a világ egyik legsikeresebb nemzeti jégkorong-válogatottja.
A szlovák válogatott négy érmet nyert a jégkorong-világbajnokságokon, egy aranyat 2002-ben, két ezüstöt 2000-ben és 2012-ben, valamint egy bronzot 2003-ban; ezzel a 8. a világbajnokságok éremtáblázatában. A téli olimpiai játékok történetében elért legjobb helyezésük a 2022. évi téli olimpiai játékokon elért bronzérem.

## Története
Már a második világháború alatt fennálló szlovák államnak is volt jégkorong-válogatottja, ez összesen 11 mérkőzést játszott 1940 és 1943 között.
A modern szlovák válogatott Csehszlovákia 1993-as szétválását követően alakult meg. Az ezt megelőző években a csehszlovák válogatott összetételét nagyrészt a csehek határozták meg, így a szlovák játékosok csak kis számban szerepelhettek a válogatottban. Emiatt az ország szétválása után a cseh válogatott az A csoport tagja maradt, míg az IIHF a szlovákokat néhány másik szovjet utódállammal együtt a C csoportba sorolta be. A főcsoportba való feljutáshoz csak két évre volt szüksége a válogatottnak, 1994-ben megnyerte C csoportos világbajnokságot, majd 1995-ben a B csoportos világbajnokságot  is. 1996-tól a szlovák csapat az A csoportban szerepel.
A válogatott először az 1994. évi téli olimpiai játékokon vett részt profi jégkorongtornán, ahol elsőként jutottak tovább a csoportjukból, végül hosszabbítás után kaptak ki Oroszországtól a negyeddöntőben. A téli olimpiai játékok történetében elért legrosszabb szereplésük 2002-ben volt, a 13. helyen végeztek. Ekkor az NHL-ben játszó játékosok nem vehettek részt a csoportkörben a két torna egy időben történő megrendezése miatt. Ez minden kisebb csapatra hatással volt, de a szlovák válogatottat, amelynek nagy része az NHL-ben játszott, teljesen tönkretette. Az NHL csak az egyenes kiesés szakaszra engedte el a játékosokat, így a szlovák válogatott mindössze egy pontot szerzett, és már a csoportkörben kiesett. Ez a szabályozás az egész jégkorong-közösségben nagy felháborodást keltett, így 2006-ra eltörölték.
A szlovák válogatott a jégkorong-világbajnokságok történetének egyik legeredményesebb válogatottja. Első érmüket 2000-ben szerezték, ekkor a csehektől kaptak ki a döntőben. Kimagasló eredményük, hogy a 2002-es svédországi világbajnokságon világbajnoki címet szereztek. Egy évvel később, 2003-ban bronzérmesek. A 2000-es évek elején elért sikerekre a válogatott nem tudott építeni, a későbbi világbajnokságokon már a negyeddöntőben kiestek. 2008-ban csaknem búcsúzniuk kellett a főcsoporttól, ekkor a Szlovénia ellen aratott két győzelmükkel maradhattak bent. 2012-ben meglepetésre újra érmet szereztek, de 2014 óta még az egyenes kieséses szakaszba sem sikerült továbbjutniuk.
A szlovák jégkorong-válogatott legismertebb tagjai közé tartozik Marián Gáborík, Marián Hossa, Marcel Hossa, Miroslav Šatan, Jaroslav Halák, Zdeno Chára, Ľuboš Bartečko, Michal Handzuš és Pavol Demitra.
2011-ben a Szlovák Jégkorongszövetség úgy döntött, hogy a tragikus körülmények között elhunyt Pavol Demitra tiszteletére visszavonultatja a 38-as mezszámot.

## Eredmények

### Világbajnokság
- 1994 – 21. hely (megnyerte a C csoportos világbajnokságot)
- 1995 – 13. hely (megnyerte a B csoportos világbajnokságot)
- 1996 – 10. hely
- 1997 – 9. hely
- 1998 – 7. hely
- 1999 – 7. hely
- 2000 –  Ezüstérem
- 2001 – 7. hely
- 2002 –  Aranyérem
- 2003 –  Bronzérem
- 2004 – 4. hely
- 2005 – 5. hely
- 2006 – 8. hely
- 2007 – 6. hely
- 2008 – 13. hely
- 2009 – 10. hely
- 2010 – 12. hely
- 2011 – 10. hely
- 2012 –  Ezüstérem
- 2013 – 8. hely
- 2014 – 9. hely
- 2015 – 9. hely
- 2016 – 9. hely
- 2017 – 14. hely
- 2018 – 9. hely
- 2019 – 9. hely

### Olimpiai játékok
1920–1992 mint Csehszlovákia
- 1994 – 6. hely
- 1998 – 10. hely
- 2002 – 13. hely
- 2006 – 5. hely
- 2010 – 4. hely
- 2014 – 11. hely
- 2018 – 11. hely
- 2022 –  Bronz

### Világkupa
- 1996 – 7. hely
- 2004 – 8. hely

A 2016-os jégkorong-világkupán 6 szlovák játékos vett részt az európai válogatott tagjaként.

## Rekorderek
A vastaggal jelölt játékosok még mindig aktívak
| #                              | Játékos            | Mérkőzések | Gólok |
| ------------------------------ | ------------------ | ---------- | ----- |
| 1.                             | Dominik Graňák     | 192        | 10    |
| 2.                             | Miroslav Šatan     | 183        | 86    |
| 3.                             | Martin Štrbák      | 162        | 13    |
| 3.                             | Ľubomír Sekeráš    | 152        | 29    |
| 5.                             | Peter Pucher       | 144        | 23    |
| 6.                             | Tomáš Starosta     | 144        | 6     |
| 7.                             | Ľubomír Višňovský  | 141        | 18    |
| 8.                             | Richard Kapuš      | 136        | 16    |
| 9.                             | Stanislav Jasečko  | 128        | 9     |
| 10.                            | Branko Radivojevič | 124        | 21    |
| Frissítve: 2019. április 21-én |                    |            |       |

| #                              | Játékos            | Mérkőzések | Gólok |
| ------------------------------ | ------------------ | ---------- | ----- |
| 1.                             | Miroslav Šatan     | 169        | 81    |
| 2.                             | Ľubomír Kolník     | 109        | 59    |
| 3.                             | Jozef Daňo         | 117        | 45    |
| 4.                             | Ján Pardavý        | 120        | 45    |
| 5.                             | Vlastimil Plavucha | 119        | 44    |
| 6.                             | Žigmund Pálffy     | 74         | 37    |
| 7.                             | Marián Hossa       | 84         | 37    |
| 8.                             | Branislav Jánoš    | 117        | 37    |
| 9.                             | Peter Bondra       | 47         | 35    |
| 10.                            | Zdeno Cíger        | 108        | 34    |
| Frissítve: 2019. április 21-én |                    |            |       |